# West End (Hampshire)
West End is een civil parish in het bestuurlijke gebied Eastleigh, in het Engelse graafschap Hampshire.

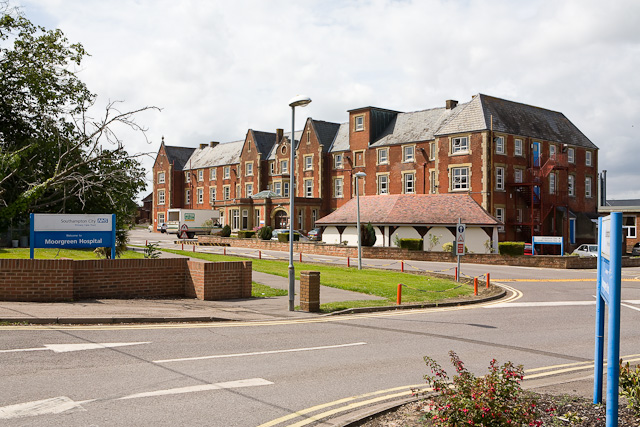
Ziekenhuis Moorgreen